# 김택형
김택형(金澤亨, 1996년 10월 10일 ~ )은 KBO 리그 SSG 랜더스의 투수이다.

## 아마추어 시절
1년 선배인 이건욱과 함께 원투 펀치로 활약하며 동산고등학교의 지역 우승에 크게 기여했다. 2학년 때부터 실질적인 에이스 역할을 하며 인천 최고의 투수가 될 것으로 기대를 모았지만 3학년 때 구속이나 제구에서 갑작스런 난조를 보였다. 그럼에도 불구하고 발전 가능성이 있다고 여긴 넥센 히어로즈에서 2차 2라운드로 그를 지명했다. 고교 시절 최고 구속은 138km/h을 기록했다.

## 넥센 히어로즈시절

### 2015 시즌
입단 후 밸런스를 잡고 체중을 늘리며 고교 시절보다 구속을 10~12km/h 증가시켜 최고 150km/h를 던지는 좌완 강속구 투수로 거듭났다. 3월 28일 한화 이글스와의 개막전에서 연장전 마지막 투수로 등판해 무실점으로 막았고, 서건창의 끝내기 홈런으로 역대 최초 고졸 신인 개막전 승리 투수가 됐다. 이후 6월 10일 KIA전에서 양현종과의 선발 맞대결을 가졌고 승리 투수가 되지는 못했으나 5이닝 1실점 호투로 가능성을 보였다. 다음 등판이었던 6월 16일 롯데전에서 데뷔 첫 선발 승을 기록했다.

### 2016 시즌
주로 점수차가 큰 상황에서 불펜 투수로 등판했다. 6월 25일 LG와의 연장전에서 대타로 나와 임정우를 상대로 볼넷을 골라내고 3루까지 진루했다.
7월 22일 LG전에서 왼쪽 팔꿈치에 통증을 느껴 교체됐다.

### 2017 시즌
복귀를 준비했으나 효과가 미미해 팔꿈치 수술을 받기로 결정했고 3월 22일에 왼 팔꿈치 인대 접합 수술을 받았다. 재활이 1년 이상 걸려 시즌 아웃됐다.

## SK 와이번스&SSG 랜더스시절
2017년 5월 18일 당시 SK 와이번스 소속이었던 김성민과 1:1 트레이드를 통해 이적하였다. 강승호가 그의 등번호였던 28번을 달면서 등번호를 1번으로 바꿨다.

## 상무 야구단시절
2023년에 입단하였다.

## 트리비아
- 넥센 히어로즈 소속 당시 2년 선배 조상우와는 어릴 때부터 알고 지내던 사이라 입단하자마자 팀에 적응하기 쉬웠다고 한다.

## 출신 학교
- 인천창영초등학교
- 재능중학교
- 동산고등학교

## 통산 기록
- 투수 기록

| 연도 | 팀명  | 평균자책점 | 경기 | 완투 | 완봉 | 승 | 패 | 세 | 홀 | 승률  | 타자 | 이닝 | 피안타 | 피홈런 | 볼넷 | 사구 | 탈삼진 | 실점 | 자책점 |
| ---- | ----- | ---------- | ---- | ---- | ---- | -- | -- | -- | -- | ----- | ---- | ---- | ------ | ------ | ---- | ---- | ------ | ---- | ------ |
| 2015 | 넥센  | 7.91       | 37   | 0    | 0    | 4  | 4  | 0  | 2  | 0.500 | 293  | 58   | 79     | 7      | 42   | 6    | 55     | 58   | 51     |
| 2016 | 넥센  | 7.62       | 32   | 0    | 0    | 2  | 2  | 0  | 7  | 0.500 | 135  | 28⅓  | 41     | 6      | 11   | 0    | 35     | 26   | 24     |
| 2018 | SK    | 7.71       | 14   | 0    | 0    | 1  | 2  | 0  | 2  | 0.333 | 52   | 11⅔  | 9      | 1      | 10   | 0    | 11     | 10   | 10     |
| 2019 | SK    | 5.59       | 26   | 0    | 0    | 2  | 1  | 0  | 2  | 0.667 | 115  | 23⅓  | 20     | 1      | 24   | 2    | 27     | 16   | 15     |
| 2020 | SK    | 8.61       | 31   | 0    | 0    | 1  | 3  | 0  | 3  | 0.250 | 114  | 23   | 26     | 5      | 20   | 0    | 22     | 26   | 22     |
| 2021 | SSG   | 2.39       | 59   | 0    | 0    | 5  | 1  | 7  | 4  | 0.833 | 316  | 75⅓  | 61     | 3      | 42   | 3    | 62     | 23   | 20     |
| 2022 | SSG   | 4.92       | 64   | 0    | 0    | 3  | 5  | 17 | 10 | 0.375 | 261  | 60⅓  | 57     | 8      | 22   | 3    | 62     | 33   | 33     |
| 2024 | SSG   | 9.00       | 6    | 0    | 0    | 0  | 1  | 0  | 0  | 0.000 | 37   | 7    | 10     | 1      | 6    | 1    | 1      | 7    | 7      |
| 통산 | 8시즌 | 5.71       | 269  | 0    | 0    | 18 | 19 | 24 | 30 | 0.500 | 1323 | 287  | 303    | 32     | 177  | 15   | 213    | 199  | 182    |

- 타자 기록

| 연도 | 팀명  | 타율 | 경기 | 타수 | 득점 | 안타 | 2루타 | 3루타 | 홈런 | 루타 | 타점 | 도루 | 도실 | 볼넷 | 사구 | 삼진 | 병살 | 실책 |
| ---- | ----- | ---- | ---- | ---- | ---- | ---- | ----- | ----- | ---- | ---- | ---- | ---- | ---- | ---- | ---- | ---- | ---- | ---- |
| 2015 | 넥센  | -    | 1    | 0    | 0    | 0    | 0     | 0     | 0    | 0    | 0    | 0    | 0    | 0    | 0    | 0    | 0    | 0    |
| 2016 | 넥센  | -    | 1    | 0    | 0    | 0    | 0     | 0     | 0    | 0    | 0    | 0    | 0    | 1    | 0    | 0    | 0    | 0    |
| 통산 | 2시즌 | -    | 2    | 0    | 0    | 0    | 0     | 0     | 0    | 0    | 0    | 0    | 0    | 1    | 0    | 0    | 0    | 0    |